# Apalus asiaticus
Apalus asiaticus es una especie de coleóptero de la familia Meloidae.

## Distribución geográfica
Habita en Turquestán.